# FIRST CHOICE LAST STANCE
「FIRST CHOICE LAST STANCE」（ファースト・チョイス・ラスト・スタンス）は、日本のロックバンド・Suchmosの1作目のシングル。

## 概要
彼らが立ち上げたレーベルF.C.L.S.からの第1弾作品として2017年7月5日に発売。初回仕様限定盤は、レーベル名である作品タイトルの頭文字で『F.C.L.S.』と型抜きされた特殊仕様ジャケットとSuchmosロゴのステンシルシートが封入される。

## 背景
Suchmosは、2017年3月から4月にかけて2枚目のスタジオ・アルバム「THE KIDS」を携えて全国ツアー「TOUR THE KIDS」を行った。4月27日に新木場STUDIO COASTで開催されたその追加公演「"TOUR THE KIDS" EXTRA SHOW」のなかで、ソニー・ミュージックレーベルズとアーティスト専属契約を結び、自らの所属レーベル「F.C.L.S（エフ・シー・エル・エス）」を発足させたことを発表した。そして、6月5日に自主レーベルの第1弾作品としてシングル「FIRST CHOICE LAST STANCE」の発売が発表された。
すでにライブで披露されていた「WIPER」と新曲「OVERSTAND」の2曲が収録されている。ボーカルのYONCEによるとレーベル設立第1弾作品としてこの2曲を選んだのは、特に深い意味はなく、その時に完成していたのがこの2曲だった。しかし、歌詞ではYONCEとHSUがそれぞれ今感じていることを言葉にしており、それが作品になったということから今回が発表の然るべきタイミングだったろうし、意味は後から付いてくるだろうとも語っている。曲の制作は「THE KIDS」のレコーディングを終えた後、すぐに始まった。2016年11月に休暇を利用してバンドメンバー全員でグアムに行き、帰国後、最初のリハーサルで出来たのが「OVERSTAND」だった。同曲はYONCE曰く「MINT」にも通じる雰囲気があり、サビのスタジアム・ロック的なメロディー、レゲエのようなベースラインと土着的なリズムなど、その時のバンド内のトレンドが上手いバランスで混合されている。「WIPER」は曲の雛形が出来たのは2017年1月末から2月頭にかけてのジャム・セッションだった。ベースと鍵盤のムーグがユニゾンしているフレーズを繰り返し演奏しているうちにメロディーが思い浮かび、それがサビになり、さらにそのサビに肉付けすることで曲が形になった。曲が展開していくアレンジは「THE KIDS」の楽曲の流れを汲んでいる。歌詞はTOUR THE KIDSが始まる少し前にHSUが書き上げ、レコーディング前にして、ツアーのセットリストに加え、ライブで演奏を重ねていった。「WIPER」という題名は自動車のワイパーとテレビ番組でよく見られるワイプのダブル・ミーニングである。
また、「OVERSTAND」は2017年10月からソニー「ノイキャン・ワイヤレス」のCMソングに起用され、本人たちも出演した。
CD限定で、3曲目に隠しトラックが存在する。冒頭約18秒間は無音が続き、その後未発表曲「ENZO」が30秒ほど収録されている。

## 批評家の反応
CINRA.NETの編集者・矢島は、「最初に決めたスタンスを最後まで」といったタイトル通り、反骨精神とピースを願う心は今作でもはっきりと貫かれているとコメント。ロフトプロジェクト発のメディアRooftopの岡田健吾は、特に2曲目の「OVERSTAND」はもがき抗い続ける気持ちをクールに歌ったスローナンバーになっていて、強い気持ちを感じるとコメントコメント。ロッキング・オンの三宅正一は、「WIPER」について、2枚目のアルバム「THE KIDS」で押し広げた強大なスケールを誇るロックモードをさらに研ぎ澄ませた、「OVERSTAND」については、クールにレイドバックしたアンサンブルで胆力に満ちたアンセムを響かせるとコメント。同サイトの小野島大は、「WIPER」について、跳ねるようなタフなビートと、YONCEのハイトーンを使ったボーカルが相まって強烈なグルーヴを生む、韻／語感／発声／譜割などが相乗して作り出される心地好さと違和感のバランスが実に巧みなダンスナンバー、「OVERSTAND」は彼らの優しさと繊細さ、このバンドのスケールと奥深さを端的に示す名曲とコメント。両曲とも「楽曲にも歌詞にも新しいアイディアやセンスが盛り込まれ、バンドの現在形を見事に示している。」と評価した。
BELONG Mediaの桃井かおる子は、「WIPER」について出だしのギターはそれまでにないロックな一面を感じさせるが、クラブミュージック調のシンセ音とスクラッチ音が重なって、持ち味であったシンプルなサウンドが損なわれているのが勿体ないとコメント。加えて、ボーカルは今までよりも半音高いキーで歌っているが、ボーカルパートのメロディとYONCEの歌声が上手くはまっていない、歌詞がYONCEが自ら書いたものではなく、HSUが書いたものを歌っているせいか、借り物の言葉を歌うことで彼らの武器であった等身大のメッセージ性が薄れてしまうのではないかと指摘した。2曲目の「OVERSTAND」は、韻を踏んでいる節はほとんどなく、Suchmosの楽曲としては珍しく、歌詞がはっきり聞き取れるとコメント。曲の展開も桑田佳祐のソロ曲を思わせる所もあり、ロックと言うより歌謡曲に近く新境地と評価した。桃井はこの2曲から彼らの意志を反映するような新たな一面が垣間見られるものの、リスナーにとってこれからどんな音楽をやっていくのか分からなくもさせると指摘した。

## 宣伝活動
2017年6月26日発売の雑誌「AERA」の表紙に登場。Suchmosが同誌に登場するのはこれが初。撮影は2016年から同誌の表紙を手掛けている蜷川実花によるもので、渋谷スクランブル交差点で行われた。誌面ではフィクションライターの三宅玲子による彼らについてのテキストが掲載される。
2017年7月3日からJR渋谷駅ホームと原宿駅の通路に広告を掲出。シングル発売日の7月5日からバンドと縁のある若手イラストレーター6人（YUGO.、MOTTY、透明回線、217（nina）、WHOLE9、SAYORI WADA）がグラフィックを描き足し、アートギャラリー化した。シングルにSuchmosのロゴステンシルシートが同封されていることを宣伝する為に、渋谷スクランブル交差点のビジョン3基の映像、裏原宿のストリートポスター、HMV&BOOKS TOKYO、タワーレコード渋谷店、SHIBUYA TSUTAYAなど各CDショップの店頭、「ELLE online」などのウェブページ、放送局や楽器店などのTwitterのアイコンにもステンシルシートを使ってスプレーしたSuchmosのロゴが出現した。

## 収録曲
| 全作曲: Suchmos。 |                         |           |            |      |
| #                 | タイトル                | 作詞      | 作曲・編曲 | 時間 |
| 1.                | 「WIPER」               | HSU       | Suchmos    | 5:02 |
| 2.                | 「OVERSTAND」           | YONCE     | Suchmos    | 5:41 |
| 3.                | 「Secret Track (ENZO)」 | -         | Suchmos    | 0:49 |
| 合計時間:         | 合計時間:               | 合計時間: | 11:32      |      |

## チャート
| チャート（2017年）           | 最高 順位 |
| ---------------------------- | --------- |
| Billboard Japan Single sales | 6         |
| オリコン週間                 | 4         |
| オリコン ROCK                | 1         |

### 「WIPER」
| チャート（2017年）          | 最高 順位 |
| --------------------------- | --------- |
| Billboard Japan Hot 100     | 7         |
| Billboard Japan Radio Songs | 1         |